# Michalīs Tsairelīs
Michalīs Tsairelīs (in greco Μιχάλης Τσαϊρέλης?; Salonicco, 23 febbraio 1988) è un cestista greco.

## Palmarès
- Campionato greco: 2

Olympiacos: 2014-15, 2015-16